# کوکرناپ، استرالیای غربی
کوکرناپ (به انگلیسی: Cookernup) یک شهرک در استرالیا است که در استرالیای غربی واقع شده‌است.